# Cleptometopus camuripes
Cleptometopus camuripes är en skalbaggsart som först beskrevs av Newman 1842.  Cleptometopus camuripes ingår i släktet Cleptometopus och familjen långhorningar.
Artens utbredningsområde är Filippinerna. Inga underarter finns listade i Catalogue of Life.